# Кон, Антуан
Антуан (Шпиц) Кон (люкс. Antoine "Spitz" Kohn; 1 ноября 1933, Люксембург — 24 ноября 2012, там же) — люксембургский футболист, нападающий. Как тренер участвовал в финале Кубка УЕФА 1974/75.

## Карьера
Нападающий начал карьеру в клубе «Женесс», с которым он побеждал в чемпионате и кубке Люксембурга. В 1954 году Антуан Кон перешёл в Карлсруэ. Нападающий выиграл два Кубка Германии, забив в финале турнира 1956 года победный гол. В сезоне 1958/1959 люксембургский футболист играл за «Базель», который занял 6 место в чемпионате Швейцарии. С 1959 года и до конца карьеры нападающий играл за футбольные клубы Нидерландов.

## Сборная Люксембурга
Первый матч за сборную Антуан Кон сыграл 20 сентября 1953 года в отборочном турнире чемпионата мира 1954 года против сборной Франции, в котором он забил единственный мяч сборной (1-6).Нападающий играл за сборную в отборочных турнирах к чемпионатам мира 1958 и 1966 гг.
По данным eu-football.info Кон сыграл за сборную Люксембурга 15 матчей и забил 6 голов.

## Тренерская карьера
В 1972—1979 гг. Антуан Кон был тренером «Твенте», с которым он занял 2 место в чемпионате Нидерландов 1973/74 и дошёл до финала Кубка УЕФА 1974/75, где его команда проиграла Боруссии из Мёнхенгладбаха (0-0,1-5). Он работал в «Гоу Эхед Иглз», с которым он вышел в полуфинал Кубка Нидерландов, «Брюгге» и «Твенте», под руководством которого клуб вылетел из высшего дивизиона. В конце 1980-х Антуан Кон работал в «Аяксе» в качестве ассистента Луи ван Гала в сезоне 1988/1989.

## Достижения
- Чемпион Люксембурга (2): 1951, 1954
- Обладатель Кубка Люксембурга: 1954
- Обладатель Кубка Германии (2): 1955, 1956